# Мое мило проклятие
„Мое мило проклятие“ (на испански: Mi adorable maldición) е мексиканска теленовела от 2017 г., режисирана от Едуардо Саид и Сандра Шифнер, и продуцирана от Игнасио Сада Мадеро за Телевиса. Версията, създадена от Габриела Ортигоса, е базирана на колумбийската теленовела Lola calamidades от 1987 г. и теленовелата Гибелна красота от 2010 г., създадени от Хулио Хименес.
В главните роли са Рената Нотни и Пабло Лиле, а в отрицателните – Лаура Кармине, Роберто Бландон и Сокоро Бония. Специално участие вземат Мая Мишалска, Патрисия Навидад, Сесилия Габриела и първите актьори Хосе Карлос Руис и Ернесто Гомес Крус.

## Сюжет
Едно село – прозорец към миналото. В това селище традициите, вярванията и обичаите от миналото се поддържат живи. И въпреки че това дава изключителен цвят, не всичко е перфектно, защото неговите жители все още вярват в свръхестественото, в магьосничеството и проклятията, така че, когато майката на малката Аурора умира при раждането ѝ, веднага Макрина, акушерката, разпространява новината, че момичето е виновно, защото е родено с една бенка, която прилича на череп, ясен знак, че носи нещастие. По този начин бебето е маркирано като носител на „проклятие“. В присъствието на невинното бебе съседите реагират така, сякаш самият дявол е застанл пред тях.
Аурора е под закрилата на Хосе, любящия ѝ баща, който решава да я изолира от хората, с единствената цел да я защити, опровергавайки мита, че носи проклятие.
Магията на любовта се заражда от най-ранна възраст между Аурора и Родриго, наследник на богато семейство. С течение на времето любовта става все по-дълбока и чиста, но за да са щастливи трябва да преминат през множество лъжи и интриги.

## Актьори
- Рената Нотни – Аурора Санчес Руис / Аурора Трухийо Руис / Кармен Руис Кампос де Санчес
- Пабло Лиле – Родриго Виявисенсио Солана / Андрес Виявисенсио Урутия
- Лаура Кармине – Моника Солана Пинеда
- Роберто Бландон – Северо Трухийо
- Мая Мишалска – Елса Солана вдовица де Виявисенсио
- Патрисия Навидад – Аполония Ортега вдовица де Галисия
- Сесилия Габриела – Корина Пинеда вдовица де Солана
- Сокоро Бония – Макрина Ромеро
- Хосе Карлос Руис – Понсиано Хуарес
- Алехандро Авила – Камило Еспиноса
- Ернесто Гомес Крус – Отец Басилио
- Пати Диас – Брихида Санчес Родригес вдовица де Джонсън
- Ерик Диас – Рафаел Галисия Ортега / Рафаел Галисия Молина
- Хуан Анхел Еспарса – Херонимо Риос
- Алехандро Руис – Онесимо Киньонес
- Барбара Гомес – Алтаграсия Баутиста
- Илиана де ла Гарса – Максима Баутиста
- Каталина Лопес – Ксочити Ромеро
- Ева Седеньо – Инес Бустос
- Алдо Гера – Луис Делгадо
- Рикардо Сертуче – Тобиас Авила Хуарес
- Миранда Контер – Долорес Бустос
- Карла Кардона – Надя дел Вайе
- Илсе Икеда – Бонифасия Мухика
- Кристиан Андрей – Венсеслао Рейес
- Фабиола Андере – Епифания Рейес
- Сантяго Ернандес – Гонсало Галисия Ортега
- Рикардо Вера – Едуардо Мурай
- Игнасио Гуадалупе – Анселмо Санчес Родригес
- Конан О'Брайън – Джоузеф Робинсън
- Карлос Атие – Ернесто Вердосо
- Агустин Арана – Армандо Сиснерос
- Рикардо Франко – Д-р Марко Ласкурайн
- Вирхиния Марин – Глория Хуарес вдовица де Авила
- Едуардо Карбахал – Варгас
- Хема Гарао – Пилар Аларкон
- Артуро Васкес – Дионисио Авила
- Раул Коронадо – Лукас Алмада / Лука Росети
- Мар Самора – Сулейма
- Ектор Крус Лара – Абундио Ибара
- Хуан Вердуско – Психологът на Аурора
- Паулина де Лабра – Сокоро Буендия
- Марио Ероса – Лавиада
- Мигел Приего – Д-р Солорсано
- Хорхе де Марин – Веласкес
- Фернандо Роблес – Мелитон Бустос / Макарио
- Мира Сааведра – Сабина де Бустос
- Лорена Алварес – Ема
- Пиетро Ванучи – Д-р Фелипе Морено
- Карен Енсинас – Месера дел Уатеке
- Синтия Апарисио – Аполония Ортега де Галисия (млада)
- Адриана Уилямс – Елса Солана де Виявисенсио (млада)
- Ана Тена – Аурора Санчес Руис (дете)
- Микел – Родриго Виявисенсио Солана (дете)

## Премиера
Премиерата на Мое мило проклятие е на 23 януари 2017 г. по Las Estrellas. Последният 121. епизод е излъчен на 9 юли 2017 г.

## Екип
- Оригинална история – Хулио Хименес
- Версия и либрето – Габриела Ортигоса
- Ко-адаптация – Рикардо Техеда, Феликс Кортес, Херардо Санчес (базирани на адаптацията от Палмира Олгин, Хосе Лерфино, Феликс Кортес)
- Литературна редакция – Елисабет Саласар
- Литературен консултант – Оливия Рейес
- Сценография – Мария де лос Анхелес Маркес
- Декор – Вирхиния Камет, Клаудия Рамос
- Дизайн на костюми – Илиана Пенсадо, Жанет Виягомес, Рикардо Убе
- Музикална тема – Yo me quedo aquí contigo
- Изпълнител – La Adictiva
- Автори – Хорхе Едуардо Мургия, Маурисио Ариага
- Музикален консултант – Хорхе Едуардо Мургия
- Музикални продуценти – Алфонсо Матеуала, Хуан Карлос Пестрана
- Редактори – Виктор Уго Флорес Ордас, Исраел Флорес Ордас
- Асистент-редактор – Исабела Родригес
- Межиджъри продукция – Марта Ребело Трехо, Едгар Кано, Кристиан Тирадо
- Директор продукция – Валентин Родригес
- Координатор продукция – Лаура Крус Риос
- Асистент-продуценти – Алина Бермудес, Диана Лопес, Франсиско Луго, Норма Руис, Ицел Виегас, Хуан Карлос Родригес, Себастиан Мансанарес
- Асистент-оператори – Карла Мансано, Хосе Алехандро Ойос
- Асистент-режисьори – Хуан Карлос Терерос, Иван Вега
- Продуцент – Артуро Педраса
- Режисьор на сцена в локация – Сандра Шифнер
- Оператори – Марта Монтуфар, Маурисио Мансано
- Режисьор – Едуардо Саид
- Изпълнителен продуцент – Игнасио Сада Мадеро

## Продукция
Снимките на теленовелата започват на 12 декември 2016 г. и завършват на 2 юни 2017 г. Записите се осъществяват във филмово студио Телевиса Сан Анхел, както и в градовете Нопала де Виягран, щат Идалго, Мексико, Акапулко, Монтерей, Париж и Барселона.

## Награди и номинации
Награди TVyNovelas 2018
| Категория             | Номинация        | Резултат  |
| --------------------- | ---------------- | --------- |
| Най-добър пръв актьор | Хосе Карлос Руис | Номиниран |

Награди Kids Choice (Мексико) 2017
| Категория      | Номинация    | Резултат   |
| -------------- | ------------ | ---------- |
| Любима актриса | Рената Нотни | Номинирана |
| Любим актьор   | Пабло Лиле   | Номиниран  |

## Адаптации
- Lola Calamidades (1987), колумбийска теленовела, оригинална версия, продуцирана през 1987 г. от RTI Producciones. С участието на Норида Родригес.
- Lola Calamidades (1992), еквадорска теленовела, продуцирана от Ecuavisa. С участието на Франсиско Теран, Кристина Родас и Клаудия Гонсалес.
- Dulce ave negra (1993), първият римейк продуциран от RTI Producciones. С участието на Марсела Гайего, Фернандо Айенде и Лусеро Кортес.
- Гибелна красота (2010), колумбийско-американска теленовела, продуцирана от RTI Producciones за Caracol Televisión и Телемундо. С участието на Дана Гарсия, Сегундо Сернадас и Адриана Кампос.